# Allison Janney
Allison Brooks Janney, född 19 november 1959 i Dayton i Ohio, är en amerikansk skådespelare.
En av Allison Janneys mer kända roller är som pressekreteraren C.J. Cregg i tv-serien Vita huset. En annan är I, Tonya för vilken hon år 2018 vann såväl Oscar som Golden Globe Awards 2018 för bästa kvinnliga biroll. Hon har vunnit sju Emmy Awards varav fyra var för rollen som C.J. Cregg i Vita huset, två för rollen som Bonnie i humorserien Mom och en för gästrollen som Margaret Scully i Masters of Sex.

## Filmografi i urval
- 1996 – En värsting på Wall Street
- 1997 – Private Parts - Howard Sterns liv och under
- 1997 – Attentatet
- 1997 – The Ice Storm
- 1998 – Spelets regler
- 1998 – Mannen i mitt liv
- 1998 – Sex dagar sju nätter
- 1999 – 10 orsaker att hata dig
- 1999 – American Beauty
- 1999–2006 – Vita huset (TV-serie) (155 avsnitt)
- 2000 – Betty tur och retur
- 2002 – Timmarna
- 2003 – Hitta Nemo (röst)
- 2006 – På andra sidan häcken (röst)
- 2007 – 2 1/2 män (TV-serie)
- 2007 – Hairspray
- 2007 – Juno
- 2009 – Life During Wartime
- 2011 – Niceville
- 2011 – Mr. Sunshine (TV-serie) (13 avsnitt)
- 2012 – Liberal Arts
- 2013 – The Way Way Back
- 2013 – Bad Words
- 2013–2018 – Mom (TV-serie) (103 avsnitt, pågående)
- 2013–2015 – Masters of Sex (TV-serie) (nio avsnitt)
- 2014 – Herr Peabody & Sherman (röst)
- 2014 – Tammy
- 2014 – Get On Up
- 2015 – The Duff
- 2015 – Spy
- 2015 – Minioner (röst)
- 2016 – Tallulah
- 2016 – Hitta Doris (röst)
- 2016 – Kvinnan på tåget
- 2016 – Miss Peregrines hem för besynnerliga barn
- 2017 – I, Tonya
- 2018 – Ducktales (TV-serie) (röst)
- 2019 – Bad Education
- 2023 – The Creator
- 2025 – The Roses